# Gouania willdenowi
Gouania willdenowi är en fiskart som först beskrevs av Antoine Risso 1810.  Gouania willdenowi ingår i släktet Gouania och familjen dubbelsugarfiskar. IUCN kategoriserar arten globalt som otillräckligt studerad. Inga underarter finns listade i Catalogue of Life.